# Distretto di Condoroma
Il distretto di Condoroma è uno degli otto distretti della provincia di Espinar, in Perù. Si trova nella regione di Cusco.